# 後藤恭路
後藤 恭路（ごとう きょうじ、1998年2月19日 - ）は、日本の俳優。愛知県出身。キャストコーポレーション所属。元サンミュージックブレーン所属。血液型はA型。

## 来歴
- 中学生のときにジュノン・スーパーボーイ・コンテストに参加したことがきっかけでサンミュージックからスカウトされ、2013年より所属し、俳優として活動を始める。
- 同年、山田悠介作 文芸社『貴族と奴隷』WEB PVに出演しデビュー。
- 2015年、映画『風に立つライオン』（三池崇史監督）で高校時代の航一郎役を演じる。
- 2020年、リアルファイティング『はじめの一歩』The Glorious Stage!!（森川ジョージ原作、喜安浩平脚本）にて幕ノ内一歩を演じ、初主演を務める。
- 2021年よりキャストコーポレーションに所属。

## 人物
- 趣味は釣り、靴磨き、木登り。特技はシュートボクシング（アマチュア全国2位）、剣道[1]。
- 大型自動二輪免許を持つ[1]。

## 出演

### 舞台
- BAKU〜spin of DESIRE〜（2015年4月25日 - 26日、名古屋市名東文化小劇場）[2]
- RHAPSODY〜spin of DESIRE〜（2016年7月17日 - 18日、名古屋市名東文化小劇場）[2]

- ミラクル☆ステージ『サンリオ男子』（2018年11月29日 - 12月9日、天王洲 銀河劇場） - アンサンブル[3]
- ミラクル☆ステ―ジ『サンリオ男子』〜ハーモニーの魔法〜（2019年11月8日 - 11月17日、品川プリンスホテル クラブeX） - アンサンブル[4]
- リアルファイティング「はじめの一歩」The Glorious Stage!!（2020年1月31日 - 2月9日、品川プリンスホテル ステラボール） - 主演・幕之内一歩 役[5]
- 舞台「99」（2021年4月7日 - 18日、博品館劇場） - DT 役[6]
- ミラクル☆ステージ『サンリオ男子』〜KAWAII Evolution〜（2021年7月15日 - 25日、品川プリンスホテル クラブeX / 7月30日 - 8月1日、京都劇場） - ミラーズ（アンサンブル）[7]
- 本格文學朗読演劇 極上文學「ジキル＆ハイド」（2022年1⽉22日 - 30日、紀伊國屋サザンシアター TAKASHIMAYA） - 後継者 役[8]
- ［Soft Boiled Theater-7］クリエイティブユニット【ソフトボイルド】『戦国送球〜バトルボールズ〜第二次真田合戦』（2022年4月6日 - 10日、シアター1010）[9]
- Regulation‘s High!（2022年11月30日 - 12月4日、シアターサンモール）[10]
- 風都探偵 The STAGE（2022年12月29日 - 2023年1月15日、サンシャイン劇場 / 1月19日 - 25日、梅田芸術劇場 シアター・ドラマシティ） - アンサンブル[11]
- Regulation's High-Second-（2023年10月18日 - 22日、中目黒キンケロ・シアター）[12]
- OFFICE SHIKA×新宿シアタートップス「9階団地のスーパースター」（2024年2月29日 - 3月10日、新宿シアタートップス / 3月15日 - 17日、AI・HALL）[13]
- トンカツロック（2024年4月19日 - 26日、大阪松竹座 / 5月4日 - 19日、新橋演舞場 / 5月23日 - 27日、御園座 / 6月1日 - 2日、本多の森 北電ホール） - アンサンブル[14]
- BARREL Produce 舞台「ovation! ovation!!」（2024年7月5日 - 7日、CBGKシブゲキ!!）[15]
- TANK PLAN #2 舞台「死んだ山田と教室」（2025年10月1日 - 12日、下北沢駅前劇場） - 藁科 役[16]

### 映画
- 風に立つライオン（2015年3月14日公開） - 高校時代の航一郎役[2]
- honey（2018年3月31日公開）[2]
- るろうに剣心 最終章 The Final（2021年4月23日公開）[2]

### ドラマ
- 近キョリ恋愛〜Season Zero〜（2014年、日本テレビ）[17]
- 大岡越前2 第6話（2014年11月7日、NHK BSプレミアム） - 文吉 役[2]
- FAKE MOTION -たったひとつの願い-（2021年、日本テレビ） - 天下布武学園部員 役[17]

- ジョフウ 〜女性に××××って必要ですか？〜 第8話（2025年5月20日、テレビ東京） - 武蔵 役

### 広告・プロモーション
- 山田悠介「貴族と奴隷」PV（2013年11月）[18]
- 「数研出版」広告（2014年1月）[2]
- 「CLASH ROYALE」CM キミとなら、強くなれる。篇（2017年6月）[2]
- エステティックサロン「Bloom」広告（2020年12月）[2]
- ドレスコーズ「聖者」MV（2022年8月） - 夏生 役[19]

### テレビ
- ものまねグランプリ（2016年9月27日、日本テレビ）[20]

- ネタパレ（2018年1月26日、フジテレビ）[17]
- 華丸大吉＆千鳥のテッパンいただきます！（2020年8月4日、関西テレビ）[2]
- ワールド極限ミステリー（2020年9月16日、TBS） - 再現ドラマ[2]
- 中居正広の金曜日のスマイルたちへ 2時間丸ごと郷ひろみSP（2020年10月9日、TBS） - 再現ドラマ[2]

### イベント
- ミラクル☆ステージ『サンリオ男子』FUN♡FAN♡MEETING Vol.1（2019年4月30日、サンリオピューロランド エンターテイメントホール）[2]

## 出演
1. 1 2  “後藤 恭路”. キャストコーポレーション&オフィスメイ. 2025年8月17日閲覧。
2. 1 2 3 4 5 6 7 8 9 10 11 12 13  “後藤恭路”.   サンミュージックブレーン. 2021年9月26日時点のオリジナルよりアーカイブ。2025年8月18日閲覧。
3. ↑  “「キティさん」共演に緊張も？「サンリオ男子」が“ミラクル”散りばめ開幕”. ステージナタリー. 2025年8月17日閲覧。
4. ↑  “【オフィシャルレポート】ミラクル☆ステ―ジ『サンリオ男子』 ～ハーモニーの魔法～ 開幕！ – ページ 4 – StageNews” (2019年11月10日). 2025年8月17日閲覧。
5. ↑  “座組一の筋肉博士は？喜安浩平が描くリアルファイティング「はじめの一歩」開幕（会見 / 公演レポート / 写真17枚）”. ステージナタリー. 2025年8月17日閲覧。
6. ↑  “田中涼星と稲垣成弥、2人の奇縁が刑務所に変化をもたらす…舞台『99』ゲネプロレポート”. 2.5ジゲン!! (2021年4月13日). 2025年8月17日閲覧。
7. ↑  ““ナンバーワンサンリオ男子決定戦”の結果はいかに!?「サンリオ男子」開幕（公演レポート / コメントあり）”. ステージナタリー. 2025年8月17日閲覧。
8. ↑  “梅津瑞樹、樋口裕太ら極上文學『ジキル＆ハイド』が開幕 オフィシャル写真が到着”. エンタメ特化型情報メディア スパイス. 2025年8月17日閲覧。
9. ↑  “『『戦国送球〜バトルボールズ2〜』第二弾キャスト発表!!』”. soft-boiled1のブログ (2022年3月16日). 2025年8月17日閲覧。
10. ↑  “「Regulation‘s High!」”. 2.5ジゲン!! (2022年9月10日). 2025年8月17日閲覧。
11. ↑  “和田雅成・木津つばさらが新しい風を吹かせる「風都探偵 The STAGE」幕開け（舞台写真 / コメントあり）”. ステージナタリー. 2025年8月17日閲覧。
12. ↑  “座黒高校VS白闘学園！「Regulation's High-Second」に松本旭平ら”. ステージナタリー. 2025年8月17日閲覧。
13. ↑  “山崎晶吾・佐野岳ら出演「9階団地のスーパースター」2024年版スタート（舞台写真あり）”. ステージナタリー. 2025年8月17日閲覧。
14. ↑  “美 少年の岩崎大昇・那須雄登・金指一世が体当たりで挑む「トンカツロック」開幕「歌のシーンも注目して」（舞台写真9枚 / コメントあり）”. ステージナタリー. 2025年8月17日閲覧。
15. ↑  “BARREL Produce 舞台「ovation! ovation!!」 | 公演情報・キャスト・日程”. ステージナタリー. 2025年8月17日閲覧。
16. ↑  “舞台「死んだ山田と教室」“声だけの存在になってしまった”山田役に古岡祐樹”. ステージナタリー. 2025年8月17日閲覧。
17. 1 2 3  “後藤恭路のTV出演情報”. ORICON NEWS (2021年3月). 2025年8月17日閲覧。
18. ↑  山田悠介 最新作/貴族と奴隷 （11月22日発売） - YouTube
19. ↑  ドレスコーズ「聖者」MUSIC VIDEO - YouTube
20. ↑  @saanagoya (27 September 2016). “OA中のものまねグランプリに、白井健三さんのそっくりさんとしてブレーンの後藤恭路が出演していました”. X（旧Twitter）より2025年8月18日閲覧.